# Dicterias
Dicterias là một chi chuồn chuồn kim thuộc họ Dicteriadidae.

## Các loài
Chi này có các loài sau:
- Dicterias atrosanguinea